# A Dal 2022
L'undicesima edizione di A Dal si è svolta dal 29 gennaio al 12 marzo 2022 presso lo Studio 1 di MTVA a Budapest, in Ungheria e ha selezionato il brano vincitore del Petőfi Music Award alla Miglior canzone.
La vincitrice è stata Ibolya Oláh con Nem adom el.

## Organizzazione
Come accade dal 2020, l'ente ungherese Médiaszolgáltatás-támogató és Vagyonkezelő Alap (MTVA) ha deciso di utilizzare A Dal non per il suo tradizionale scopo di selezionare il rappresentante nazionale per l'Eurovision Song Contest, a cui non prende parte dal 2019, ma per promuovere la scena musicale pop ungherese. I candidanti hanno avuto la possibilità di presentare i propri brani entro il 15 novembre 2021.
Come è accaduto nelle edizioni precedenti, l'ente ha annunciato che al brano vincitore sarebbe stato assegnato il premio alla Canzone dell'anno dei Petőfi Music Award. È stato inoltre riconfermato sul canale Duna TV lo show A Dal kulissza, dove vengono proposte varie scene dal backstage del programma.

### Sistema di voto
Ad ogni quarto di finale la giuria, composta da quattro membri, e il televoto selezionano i cinque artisti che accedono alle semifinali. Nelle semifinali invece giuria e televoto promuovono gli otto finalisti che accederanno alla serata finale.
In finale i giurati, al termine delle esibizioni, assegnano 4, 6, 8 e 10 punti ad ogni canzone, decretando i primi quattro classificati che avanzeranno al secondo round, nel quale il pubblico, tramite SMS, app ufficiale e sito dell'evento, proclamerà il vincitore.

### Giuria
La giuria per A Dal 2022 è stata composta da:
- Péter Egri, cantante;
- György Ferenczi, cantante e musicista;
- Kati Wolf, cantante e rappresentante dell'Ungheria all'Eurovision Song Contest 2011;
- Misi Mező, cantante e musicista.

## Partecipanti
La lista dei 40 partecipanti è stata annunciata il 14 dicembre 2021.
| Artista                     | Brano                | Autori |
| --------------------------- | -------------------- | --- |
| Aliz Nyári                  | Félóra nyár          | Róbert Szakcsi Lakatos, Péter Sziámi Müller                                                                                                   |
| Audioshake                  | Influencer           | Levente Bella |
| BariLaci                    | Elsétáltál           | László Marcell Bari, Huba Kelemen, Tamás Pajor, László Marcell Bari                                                                           |
| Bori Hegedűs & Erik Tempfli | Anya                 | Erik Tempfli, Tamás Kontor, Bori Hegedűs |
| Csenge Majoros              | Földöntúli szerelem  | Péter Ember, Rédei Renáta Emberné |
| Detti                       | Mihez kezdjek        | Arnold Vigh, Bernadett Hasanfracz |
| Ekanem                      | Hideg a szél         | Bálint Emota Ekanem, Szabolcs Horváth, Zoltán Győry, Csongor Miklós, Henrik András Holb, Ádám Dániel Puskás, Dániel Gerendás, Sándor Csukárdi |
| Fruzsi Erdős                | Azt beszélik         | Zsolt Tóth, Andrea Pető |
| Greta                       | Igazi kincs          | Gréta Fridvalszki, Péter Peet Ferencz, Ernő Kerekes                                                                                           |
| Heatlie                     | Hideg fény           | Dávid Heatlie, Máté Müller |
| Ibolya Oláh                 | Nem adom el          | Sándor Födő, György Hegyi, Vivien Csakmag |
| Ildikó Palágyi              | Pillangó             | Ildikó Palágyi |
| Jonathan Andelic            | Elhiszem még         | Jonathan Andelic |
| Ketch feat. Edvárd Pink     | Börtön               | Edvárd Pink, Carmen Jolis |
| Kies                        | Nem félek            | Milán Kiss, Ádám Szűcs, Mátyás Botlik, Ferenc Kaldenekker                                                                                     |
| Kijube                      | Holnap majd elhiszem | Judit Kinga Bende, Viktor Sándorfi, Krisztián Nyakas, Árpád Takács                                                                            |
| Kontraszt                   | Éberálom             | Korinna Mirtse, Zsolt Csizmazia, Mihály Balázs                                                                                                |
| MattSet                     | Most vagy soha       | Mátyás Szakadáti |
| Medroy                      | Hol a helyem         | József Lakatos |
| Napfonat                    | Mint a zápor         | Orsolya Tóth, Eszter Renáta Tóth, Henrietta Szalay, Anita Szarka,Krisztina Renáta Farkas                                                      |
| Nova Prospect               | Utolsókból elsők     | József Kiss, Bálint Schautek |
| Ocho Macho                  | Lazulj bele          | Bálint Bakonyi, Gergő Kirchknopf |
| Pankastic!                  | Hosszú volt a nyár   | Panna Serei-Pálmai, Krisztián Oláh |
| Petra Gubik                 | Ez van, ez!          | Edina Mókus Szirtes, Petra Gubik, Péter Sziámi Müller                                                                                         |
| Phoenix RT                  | Levegőt              | Márton Győrög, Ferenc Lépes, Zoltán Varga, Tamás Puss                                                                                         |
| Pink & The Panthers         | Fényes galaxisok     | Edvárd Pink |
| Prove                       | Karambol             | Gergely Szakács, Márk Németh, Benjámin Bánki                                                                                                  |
| Rita Fóris                  | Olyan szép           | Rita Fóris |
| Ruby Harlem & Roy           | Még ma este          | Iván Szandra |
| Solére                      | Másért               | Zsófia Szigeti |
| Stage Dives                 | Bipoláris egyensúly  | Kispál Balázs |
| Subtones                    | Nem segít más        | Gábor Subicz, Mátyás Szepesi |
| Swing à la Django & Koszika | Utazás               | János Dani, Pál Lombos |
| SwingGirls feat. Niko       | Nagy a szívem        | Tamás Kálmán |
| Szilvia Pádár               | Kismadár             | Stefan Zsemberi |
| Szofi Sándor                | 21 gramm             | Szofi Sándor |
| The Easy Babies             | Szerelem             | Zsolt Németh, Gábor Farkas, Zsuzsanna Éva Kollányi                                                                                            |
| The Sharonz                 | Szép más világ       | Jenő Almási Bálint |
| Third Planet                | Táncol a világ       | Kornél Bernáth, Marcell Máté Szigeti, Nikosz Vangelisz Tasos                                                                                  |
| Ya Ou                       | Zsákutca             | Ya Ou Ferenc Feng |

## Quarti di finale

### Primo quarto
Il primo quarto di finale si è tenuto il 29 gennaio 2022 e vi hanno preso parte i primi 10 partecipanti.
Ad accedere alle semifinali sono stati Ruby Harlem & Roy, i Pankastic!, Szofi Sándor, Ya Ou e Csenge Majoros.
     Qualificato dalla giuria
     Qualificato dal televoto
| #  | Artista           | Brano                | Punteggio | Punteggio   | Punteggio | Punteggio | Punteggio |
| #  | Artista           | Brano                | P. Egri   | G. Ferenczi | M. Mező   | K. Wolf   | Totale    |
| -- | ----------------- | -------------------- | --------- | ----------- | --------- | --------- | --------- |
| 1  | Ruby Harlem & Roy | Még ma este          | 10        | 8           | 9         | 9         | 36        |
| 2  | Fruzsi Erdős      | Azt beszélik         | 8         | 8           | 8         | 8         | 32        |
| 3  | Pankastic!        | Hosszú volt a nyár   | 9         | 8           | 8         | 8         | 33        |
| 4  | Szofi Sándor      | 21 gramm             | 9         | 8           | 9         | 10        | 36        |
| 5  | Kies              | Nem félek            | 8         | 8           | 8         | 8         | 32        |
| 6  | Prove             | Karambol             | 8         | 7           | 7         | 7         | 29        |
| 7  | The Easy Babies   | Szerelem             | 8         | 8           | 7         | 7         | 30        |
| 8  | Kijube            | Holnap majd elhiszem | 8         | 8           | 8         | 8         | 32        |
| 9  | Ya Ou             | Zsákutca             | 7         | 7           | 7         | 8         | 29        |
| 10 | Csenge Majoros    | Földöntúli szerelem  | 8         | 8           | 8         | 9         | 33        |

### Secondo quarto
Il secondo quarto di finale si è tenuto il 5 febbraio 2022 e vi hanno preso parte altri 10 partecipanti.
Ad accedere alle semifinali sono stati i Subtones, Petra Gubik, Bori Hegedűs & Erik Tempfli, Szilvia Pádár e Jonathan Andelic.
     Qualificato dalla giuria
     Qualificato dal televoto
| #  | Artista                     | Brano            | Punteggio | Punteggio   | Punteggio | Punteggio | Punteggio |
| #  | Artista                     | Brano            | P. Egri   | G. Ferenczi | M. Mező   | K. Wolf   | Totale    |
| -- | --------------------------- | ---------------- | --------- | ----------- | --------- | --------- | --------- |
| 1  | Subtones                    | Nem segít más    | 9         | 9           | 10        | 9         | 37        |
| 2  | Rita Fóris                  | Olyan szép       | 8         | 8           | 10        | 7         | 33        |
| 3  | Audioshake                  | Influencer       | 8         | 9           | 8         | 8         | 33        |
| 4  | Petra Gubik                 | Ez van, ez!      | 9         | 10          | 10        | 9         | 38        |
| 5  | Pink & The Panthers         | Fényes galaxisok | 7         | 10          | 10        | 8         | 35        |
| 6  | Ocho Macho                  | Lazulj bele      | 9         | 9           | 8         | 9         | 35        |
| 7  | Bori Hegedűs & Erik Tempfli | Anya             | 9         | 9           | 9         | 10        | 37        |
| 8  | Nova Prospect               | Utolsókból elsők | 9         | 9           | 9         | 8         | 35        |
| 9  | Szilvia Pádár               | Kismadár         | 10        | 10          | 10        | 10        | 40        |
| 10 | Jonathan Andelic            | Elhiszem még     | 7         | 8           | 10        | 7         | 32        |

### Terzo quarto
Il terzo quarto di finale si è tenuto il 12 febbraio 2022 e vi hanno parte altri 10 partecipanti.
Ad accedere alle semifinali sono stati Ibolya Oláh, Aliz Nyári, Greta, Solére e i Third Planet.
     Qualificato dalla giuria
     Qualificato dal televoto
| #  | Artista      | Brano          | Punteggio | Punteggio   | Punteggio | Punteggio | Punteggio |
| #  | Artista      | Brano          | P. Egri   | G. Ferenczi | M. Mező   | K. Wolf   | Totale    |
| -- | ------------ | -------------- | --------- | ----------- | --------- | --------- | --------- |
| 1  | The Sharonz  | Szép más világ | 10        | 8           | 8         | 8         | 34        |
| 2  | Heatlie      | Hideg fény     | 9         | 7           | 7         | 9         | 32        |
| 3  | Ibolya Oláh  | Nem adom el    | 10        | 10          | 10        | 10        | 40        |
| 4  | Medroy       | Hol a helyem   | 9         | 9           | 8         | 8         | 34        |
| 5  | Aliz Nyári   | Félóra nyár    | 10        | 9           | 10        | 10        | 39        |
| 6  | Greta        | Igazi kincs    | 9         | 8           | 10        | 8         | 35        |
| 7  | Phoenix RT   | Levegőt        | 9         | 8           | 8         | 8         | 33        |
| 8  | Solére       | Másért         | 9         | 9           | 9         | 9         | 36        |
| 9  | BariLaci     | Elsétáltál     | 9         | 9           | 9         | 8         | 35        |
| 10 | Third Planet | Táncol a világ | 10        | 10          | 9         | 9         | 38        |

### Quarto quarto
L'ultimo quarto di finale si è tenuto il 12 febbraio 2022 e vi hanno preso parte gli ultimi 10 partecipanti.
Ad accedere alle semifinali sono stati MattSet, Swing à la Django & Koszika, Napfonat, Ildikó Palágyi ed Ekanem.
     Qualificato dalla giuria
     Qualificato dal televoto
| #  | Artista                     | Brano               | Punteggio | Punteggio   | Punteggio | Punteggio | Punteggio |
| #  | Artista                     | Brano               | P. Egri   | G. Ferenczi | M. Mező   | K. Wolf   | Totale    |
| -- | --------------------------- | ------------------- | --------- | ----------- | --------- | --------- | --------- |
| 1  | SwingGirls feat. Niko       | Nagy a szívem       | 10        | 9           | 9         | 8         | 36        |
| 2  | MattSet                     | Most vagy soha      | 9         | 10          | 9         | 9         | 37        |
| 3  | Detti                       | Mihez kezdjek       | 9         | 9           | 9         | 9         | 36        |
| 4  | Stage Dives                 | Bipoláris egyensúly | 9         | 9           | 8         | 8         | 34        |
| 5  | Ketch feat. Edvárd Pink     | Börtön              | 9         | 9           | 9         | 9         | 36        |
| 6  | Swing à la Django & Koszika | Utazás              | 10        | 9           | 9         | 9         | 37        |
| 7  | Napfonat                    | Mint a zápor        | 10        | 10          | 10        | 10        | 40        |
| 8  | Kontraszt                   | Éberálom            | 9         | 9           | 8         | 7         | 33        |
| 9  | Ildikó Palágyi              | Pillangó            | 9         | 10          | 10        | 8         | 37        |
| 10 | Ekanem                      | Hideg a szél        | 8         | 8           | 8         | 8         | 32        |

## Semifinali

### Prima semifinale
La prima semifinale si è tenuta il 26 febbraio 2022 e vi hanno preso parte i primi 10 artisti qualificati dai quarti.
Ad accedere alla finale stati i Third Planet, i Subtones, Bori Hegedűs & Erik Tempfli e Ibolya Oláh.
     Qualificato dalla giuria
     Qualificato dal televoto
| #  | Artista                     | Brano              | Punteggio | Punteggio   | Punteggio | Punteggio | Punteggio |
| #  | Artista                     | Brano              | P. Egri   | G. Ferenczi | M. Mező   | K. Wolf   | Totale    |
| -- | --------------------------- | ------------------ | --------- | ----------- | --------- | --------- | --------- |
| 1  | Pankastic!                  | Hosszú volt a nyár | 9         | 8           | 8         | 8         | 33        |
| 2  | Szofi Sándor                | 21 gramm           | 9         | 8           | 9         | 9         | 35        |
| 3  | Ya Ou                       | Zsákutca           | 8         | 8           | 7         | 8         | 31        |
| 4  | Ildikó Palágyi              | Pillangó           | 8         | 9           | 9         | 8         | 34        |
| 5  | Third Planet                | Táncol a világ     | 10        | 10          | 10        | 10        | 40        |
| 6  | Ekanem                      | Hideg a szél       | 8         | 8           | 8         | 7         | 31        |
| 7  | Aliz Nyári                  | Félóra nyár        | 9         | 9           | 9         | 9         | 36        |
| 8  | Subtones                    | Nem segít más      | 10        | 10          | 10        | 9         | 39        |
| 9  | Bori Hegedűs & Erik Tempfli | Anya               | 10        | 9           | 9         | 10        | 38        |
| 10 | Ibolya Oláh                 | Nem adom el        | 10        | 10          | 10        | 10        | 40        |

### Seconda semifinale
La seconda semifinale si è tenuta il 5 marzo 2022 e vi hanno preso parte gli ultimi 10 artisti qualificati dai quarti.
Ad accedere alla finale stati le Napfonat, Jonathan Andelic, Solére e Szilvia Pádár.
     Qualificato dalla giuria
     Qualificato dal televoto
| #  | Artista                     | Brano               | Punteggio | Punteggio   | Punteggio | Punteggio | Punteggio |
| #  | Artista                     | Brano               | P. Egri   | G. Ferenczi | M. Mező   | K. Wolf   | Totale    |
| -- | --------------------------- | ------------------- | --------- | ----------- | --------- | --------- | --------- |
| 1  | Swing à la Django & Koszika | Utazás              | 10        | 9           | 9         | 9         | 37        |
| 2  | Napfonat                    | Mint a zápor        | 10        | 10          | 10        | 10        | 40        |
| 3  | Jonathan Andelic            | Elhiszem még        | 9         | 8           | 10        | 8         | 35        |
| 4  | Petra Gubik                 | Ez van, ez!         | 9         | 9           | 9         | 9         | 36        |
| 5  | Solére                      | Másért              | 10        | 10          | 9         | 10        | 39        |
| 6  | Ruby Harlem & Roy           | Még ma este         | 10        | 8           | 9         | 9         | 36        |
| 7  | Csenge Majoros              | Földöntúli szerelem | 9         | 8           | 8         | 9         | 34        |
| 8  | Greta                       | Igazi kincs         | 8         | 7           | 8         | 7         | 30        |
| 9  | MattSet                     | Most vagy soha      | 8         | 10          | 8         | 8         | 34        |
| 10 | Szilvia Pádár               | Kismadár            | 10        | 9           | 10        | 10        | 39        |

## Finale
La finale si è tenuta il 12 marzo 2022 e ha visto competere gli 8 artisti qualificati dalle semifinali.
Il primo round di voti, assegnati unicamente dalla giuria, ha promosso per il secondo round 4 artisti finalisti. Nel secondo round, che ha previsto solo l'utilizzo del televoto, ha decretato il vincitore del festival.
- Top 4
- Vincitore

| # | Artista                     | Brano          | Punteggio | Punteggio   | Punteggio | Punteggio | Punteggio |
| # | Artista                     | Brano          | P. Egri   | G. Ferenczi | M. Mező   | K. Wolf   | Totale    |
| - | --------------------------- | -------------- | --------- | ----------- | --------- | --------- | --------- |
| 1 | Third Planet                | Táncol a világ | 4         | 8           | 6         | 4         | 22        |
| 2 | Szilvia Pádár               | Kismadár       | –         | –           | –         | –         | 0         |
| 3 | Subtones                    | Nem segít más  | 8         | 6           | 8         | –         | 22        |
| 4 | Bori Hegedűs & Erik Tempfli | Anya           | –         | –           | –         | 10        | 10        |
| 5 | Napfonat                    | Mint a zápor   | –         | –           | –         | –         | 0         |
| 6 | Jonathan Andelic            | Elhiszem még   | –         | –           | 4         | –         | 4         |
| 7 | Ibolya Oláh                 | Nem adom el    | 10        | 10          | 10        | 8         | 38        |
| 8 | Solére                      | Másért         | 6         | 4           | –         | 6         | 16        |

## Ascolti
| Puntata          | Messa in onda    | Telespettatori | Share | Note  |
| ---------------- | ---------------- | -------------- | ----- | ----- |
| Quarti di finale | 29 gennaio 2022  | 238 000        | 5,50% | [ 2 ] |
| Quarti di finale | 5 febbraio 2022  | 215 000        | 5,80% | [ 3 ] |
| Quarti di finale | 12 febbraio 2022 | 202 000        | 5,70% | [ 4 ] |
| Quarti di finale | 19 febbraio 2022 | 234 000        | 5,60% | [ 5 ] |
| Semifinali       | 26 febbraio 2022 | 231 000        | 5,40% | [ 6 ] |
| Semifinali       | 5 marzo 2022     | 200 000        | 5,40% | [ 7 ] |
| Finale           | 12 marzo 2022    | 246 000        | 6,20% | [ 8 ] |
| Media            | Media            | 224 000        | 5,65% |       |